# Karl Duncker (éditeur)
Pour les articles homonymes, voir Duncker.
Ne doit pas être confondu avec Karl Duncker.

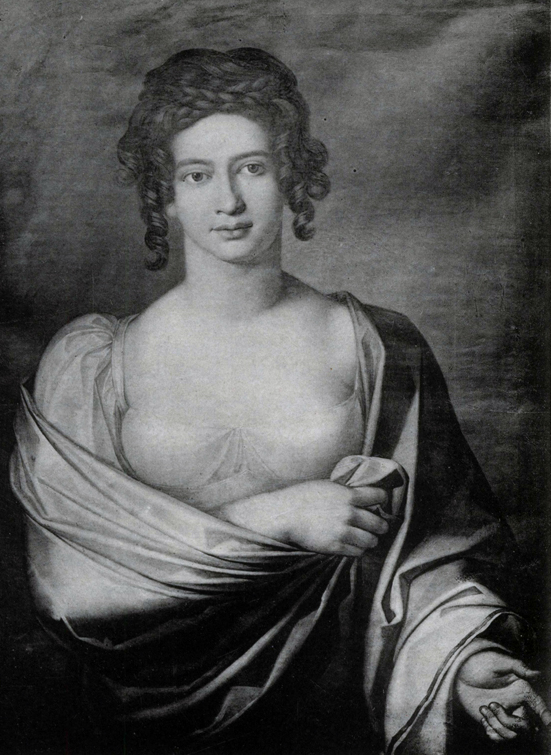
Fanny, la femme de Duncker

Karl Friedrich Wilhelm Duncker, également Carl Duncker (né le 25 mars 1781 à Berlin et mort le 15 juillet 1869 dans la même ville) est un éditeur prussien.

## Biographie
Le père de Duncker est le marchand Christian Wilhelm Duncker. Sa mère est Charlotte (née Adolphie). En 1810, il se marie avec Fanny Auguste Babett Levy (1791-1869), fille du banquier et fournisseur de l'armée Wolff Levy, qui prend le nom de Delmar en 1810. Leurs fils comprennent l'historien Maximilian Duncker, l'éditeur Alexander Duncker, le maire de Berlin Hermann Duncker et l'éditeur et homme politique Franz Duncker.

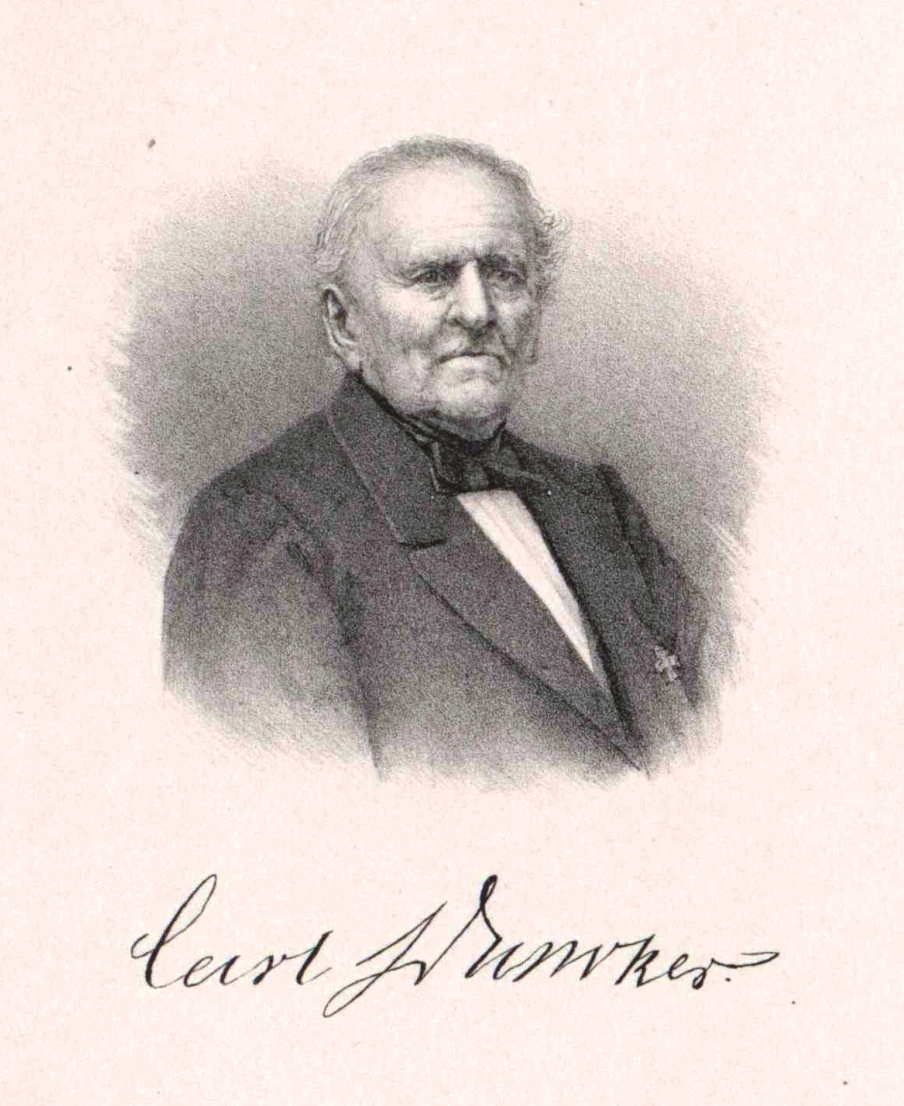
Portrait de Duncker

Après avoir brièvement étudié au lycée de Cölln de Berlin, Duncker s'oriente vers une école de commerce et suit une formation commerciale. De 1800 à 1805, il effectue également un apprentissage de libraire à Leipzig. En 1806, il rejoint la librairie d'édition d'Heinrich Frölich. Après son décès quelques semaines plus tard, Duncker reprend la direction de l'entreprise. En 1809, avec Peter Humblot (de), il rachète l'entreprise, qui opère depuis sous le nom de Duncker & Humblot. Depuis le décès de son associé en 1828, Duncker en est l'unique propriétaire.
Les premiers auteurs comprennent : Johann Wolfgang von Goethe, ETA Hoffmann et Friedrich de La Motte-Fouqué. Mais Duncker, comme Frölich avant lui, concentre son activité éditoriale sur les ouvrages scientifiques. Il publie notamment des représentants de la nouvelle direction critique des sources en historiographie. Leopold von Ranke est donc passé d'un autre éditeur à Duncker & Humblot. Duncker publie également les Jahrbücher der Deutschen Geschichte (de) depuis 1862. Il publie également toutes les œuvres de Georg Wilhelm Friedrich Hegel depuis 1832. La Litterarische Zeitung (1834-1845) et les Jahrbücher für wissenschaftliche Kritik (de) sont également publiés par Duncker.
Duncker est membre du conseil d'administration de l'Association allemande des échanges de libraires (de) depuis 1824. Entre 1828 et 1831, il est président de l'organisation. Il est également conseiller municipal de Berlin pendant plus de quinze ans et député de l'Assemblée nationale prussienne de mai à novembre 1848.
Carl Friedrich Wilhelm Duncker décède en 1869 à l'âge de 88 ans à Berlin et est retrouvé dans le cimetière III de Jérusalem et de la Nouvelle Église est enterré devant la Porte de Halle. La tombe n'est pas conservée. Au pied de la tombe de son fils Franz Duncker dans le cimetière voisin I de Jérusalem et de la Nouvelle Église, il y a une petite plaque d'inscription qui le commémore.
La maison d'édition est vendu le 1er janvier 1869, tout en conservant le nom de « Duncker et Humblot » à l'éditeur de Leipzig Carl Geibel (de)